# Тікнізян Наїр Оганесович
Наїр Оганесович Тікнізян (рос. Наир Оганесович Тикнизян, вірм. Նաիր Հովհաննեսի Տիկնիզյան, нар. 12 травня 1999, Санкт-Петербург) — вірменський футболіст, лівий захисник московського «Локомотива» і національної збірної Вірменії.

## Кар'єра

### Клубна
Почав займатися футболом в Санкт-Петербурзі в шість років в клубі «Факел» в команді 1996 року народження, в 8 років перейшов в клуб «Коломяги», де тренувався з командою 1997 року народження. Через 1,5 року перейшов в місцевий «Локомотив», де грав до 14 років, після чого переїхав до Москви, в ЦСКА. У Юнацькій лізі УЄФА в сезонах 2016/17 — 2018/19 провів 17 матчів.
За основний склад ЦСКА дебютував 20 вересня 2017 року, вийшовши на заміну на 69-й хвилині у матчі Кубка Росії з курським «Авангардом» (0:1). 25 серпня 2019 дебютував у чемпіонаті Росії, вийшовши на заміну на 89-й хвилині в домашній грі проти «Ахмата» (3:0).
У січні 2020 року перейшов на правах оренди в курський «Авангард» до кінця сезону.
У міжсезоння 2020 року повернувся в ЦСКА. 11 вересня 2020 року підписав новий контракт до кінця сезону 2024/25.
22 жовтня 2020 дебютував в єврокубках, вийшовши в стартовому складі ЦСКА в матчі 1-го туру групового етапу Ліги Європи 2020/21 проти австрійського «Вольфсберга» (1:1).
13 березня 2021 року забив перший гол за ЦСКА в матчі проти тульського «Арсеналу» (1:2).
4 серпня 2021 року перейшов до складу московського «Локомотива».

### У збірній
У жовтні 2020 дебютував за молодіжну збірну Росії у відбірковому матчі до чемпіонату Європи U-21 проти збірної Естонії (4:0).
25 березня 2021 забив гол в першому матчі молодіжної збірної у фінальній частині чемпіонату Європи 2021 року проти збірної Ісландії (4:1).

## Досягнення
- Володар Суперкубка Росії (1): 2018
- Чемпіон Росії серед юнаків до 19 років (1): 2018/19